# Fernando Alba Andrade
Fernando Alba Andrade (Ciudad de México, 24 de enero de 1919-13 de agosto de 2021) fue un físico, investigador y académico mexicano que se especializó en astronomía y energía atómica.

## Primeros años, estudios y docencia
Nacido en el barrio de Tepito, en el Centro Histórico de la Ciudad de México, sus padres fueron Manuel Alba Fernández, maestro de primaria nacido en Jerez, España, y Eva Andrade Córdoba, diseñadora de vestidos de niñas en el mercado de La Lagunilla nacida en León, Guanajuato. Realizó sus primeros estudios en escuelas de gobierno: en la primaria Centenario, en la Secundaria 1 (en la calle Regina) y en la Escuela Nacional Preparatoria 1 "Gabino Barreda". Ingresó a la Universidad Nacional Autónoma de México (UNAM) con la intención de cursar de forma paralela las carreras de ingeniería civil (1937, en el Palacio de Minería) y física (fue el primer alumno en la Escuela de Física y Matemáticas, creada ese mismo año y luego convertida en la Facultad de Ciencias). El 19 de noviembre de 1943 obtuvo el primer título de licenciatura en física otorgado por la UNAM. En 1957, obtuvo la maestría en física, en esa misma institución, y fue el primer maestro en ciencias físicas graduado en México. Asimismo, fue el primer doctor en física de la Facultad de Ciencias de la UNAM. Fue discípulo de Carlos Graef Fernández, de Alfonso Nápoles Gándara, de Nabor Carrillo Flores, de Alfredo Baños y de Manuel Sandoval Vallarta.[cita requerida]
En 1940, siendo aún estudiante de la Facultad de Ciencias, comenzó su labor docente impartiendo clases en el Programa de Extensión Universitaria. En 1943, fue maestro de la Escuela Superior de Ingeniería Mecánica y Eléctrica (ESIME) del Instituto Politécnico Nacional (IPN) y posteriormente de su alma mater, y llegó a ser jefe del Departamento de Física en la Facultad de Ciencias. Fue director del Instituto de Física de la UNAM desde 1957 hasta 1970, año en que fue nombrado coordinador del Departamento de Investigación Científica. Desde 1972 hasta 1982 fue miembro de la Junta de Gobierno de la Universidad Nacional Autónoma de México y fue nombrado miembro de la Junta de Gobierno del Instituto Nacional de Astrofísica, Óptica y Electrónica (INAOE) en 1984.

## Investigador y académico
Siendo estudiante aún, se integró al Instituto de Física de la UNAM, y colaboró con Manuel Perrusquía en un proyecto para detectar rayos cósmicos. En 1940, trabajó con Carlos Graef Fernández en problemas relacionados con la teoría del matemático Garrett Birkhoff, y realizó observaciones astronómicas en el Observatorio Astrofísico Nacional de Tonantzintla (Oanton) y en el Observatorio de la UNAM entre 1942 y 1943.[cita requerida]
A principios de la década de 1950, fue enviado por la UNAM al Instituto Tecnológico de Massachusetts (MIT) con el objetivo de estudiar las reacciones nucleares y, a la vez, supervisar la construcción del acelerador de partículas positivas Van de Graff de 2 MV, que se instaló en la UNAM en 1952. Ese mismo año, participó en el Simposio sobre Nuevas Técnicas en Física en Brasil y realizó cursos de especialización en física nuclear en el Laboratorio Nacional Oak Ridge, situado en Tennessee. En 1958, participó en el Primer Simposio sobre las Aplicaciones Pacíficas de la Física Nuclear, celebrado en Brookhaven. Fue delegado ante la Comisión Interamericana de Energía Nuclear, y representó a México en las reuniones celebradas en Washington D. C. (1958), en Brasil (1960) y en México (1961). Por otra parte, de 1956 a 1969, representó a México en diecinueve reuniones del Comité Científico de la Organización de las Naciones Unidas para el Estudio de las Radiaciones Atómicas.[cita requerida]
Entre 1971 y 1972, fue presidente de la Comisión Nacional de Energía Nuclear (CNEN), y de 1972 a 1976, director del Instituto de Energía Nuclear (INEN). De 1973 a 1975, fue gobernador en representación de México ante el Organismo Internacional de Energía Atómica (OIEA). Fue presidente de la Sociedad Mexicana de Física de 1964 a 1967 y presidente de la Academia de la Investigación Científica de 1967 a 1968. Fue investigador del Sistema Nacional de Investigadores del Consejo Nacional de Ciencia y Tecnología (Conacyt) y miembro del Consejo Consultivo de Ciencias de la Presidencia de la República.

## Premios y distinciones
- Investigador Visitante del Instituto Tecnológico de Massachusetts en 1963.
- Investigador Honorario del Instituto Tecnológico de Massachusetts en 1968.
- Premio de Ciencia y Tecnología del Banco Nacional de México en el campo industrial en 1968.
- Premio Nacional de Ciencias y Artes en el área de Ciencias Físico-Matemáticas y Naturales por el gobierno de México en 1969.
- Investigador Emérito por el Sistema Nacional de Investigadores en 1984.
- Investigador Emérito por la Universidad Nacional Autónoma de México en 1985.
- Premio Universidad Nacional en el área de Innovación Tecnológica por la Universidad Nacional Autónoma de México en 1989.

Desde 2003, el Instituto de Física de la UNAM entrega la Medalla “Fernando Alba” en Física Experimental para premiar a los científicos que realicen aportaciones notables en este campo.

## Fallecimiento
Fernando Alba Andrade falleció el 13 de agosto de 2021 a la edad de ciento dos años.